# Elżbieta Branicka
Elżbieta Ksaweryna Branicka herbu Korczak (ur. 1792, zm. 1880) – polska arystokratka, żona Michała Woroncowa.
Była córką Franciszka Ksawerego Branickiego, hetmana wielkiego koronnego i późniejszego targowiczanina oraz Aleksandry von Engelhardt. W 1819 została wydana za mąż za Michała Woroncowa, jednego z najbogatszych i najbardziej wpływowych ludzi w Rosji. Z tego małżeństwa na świat przyszło dwoje dzieci syn Siemion (1823–1882) i córka Zofia (1825–1879). Na jej cześć w 1829 wyhodowano bladoróżową odmianę róży.
W Odessie poznała przebywającego na zesłaniu Aleksandra Puszkina i w latach 1824–1827 stała się adresatką, muzą i bohaterką jego lirycznych wierszy (np.: Spalony list, Talizman). Przyjaźń z poetą przetrwała do końca jego życia.